# Gladiolus serapiiflorus
Gladiolus serapiiflorus es una especie de gladiolo que se encuentra en Zaire y Zambia.   

## Descripción
'Gladiolus serapiiflorus es una hierba que alcanza un tamaño de 30-60 cm de altura; con cormo de 1,5-2 cm de diámetro, con túnicas toscamente fibrosas; hojas de floración del tallo 4-6, imbricadas, casi en su totalidad en el revestimiento; las láminas generalmente de 3-8 cm de largo, de vez en cuando hasta 30 cm; flores sin brillo a amarillo brillante, dorsal y 2 menores tépalos laterales a veces marrón o los tépalos laterales inferiores amarillos más profundo; flor formando una estructura en forma de tubo con una abertura estrecha en los ápices (como en Serapias, Orchidaceae); tubo de 0,8 cm de largo; tépalos de 1,2-1,3 cm de largo, dorsal grande.

## Ecología
Se encuentra entre el arbolado; en pastizales abiertos; a veces en suelos rocosos o en afloramientos rocosos; a una altitud de 1450 metros.
Es muy parecida a Gladiolus atropurpureus (pero con flores de color púrpura).

## Taxonomía
Gladiolus serapiiflorus fue descrita por Peter Goldblatt y publicado en Flora Zambesiaca 12(4): 82. 1993.
Etimología
Gladiolus: nombre genérico que se atribuye a Plinio y hace referencia, por un lado, a la forma de las hojas de estas plantas, similares a la espada romana denominada "gladius". Por otro lado, también se refiere al hecho de que en la época de los romanos la flor del gladiolo se entregaba a los gladiadores que triunfaban en la batalla; por eso, la flor es el símbolo de la victoria.
serapiiflorus: epíteto